# SIG SG 550
SIG SG 550/Stgw 90 (нем. Sturmgewehr 90 — Штурмовая винтовка 90) — швейцарский автомат, разработанный в 1979—1980 годах на основе SIG SG 540 для замены устаревшей автоматической винтовки SIG SG 510.

## История
Требования к новому автомату были выдвинуты руководством вооружённых сил Швейцарии в 1978 году. После успешных испытаний SG 550 военное руководство в 1983 году объявляет о принятии его на вооружение, однако в связи с финансовыми трудностями производство было налажено только во второй половине десятилетия, а официальное принятие на вооружение SG 550 и его укороченного варианта SG 551 состоялось в 1990 году.
Ещё более компактный вариант SG 552 был разработан в 1998 году, а его усовершенствованная версия SG 553 — в начале 2000-х.

## Описание

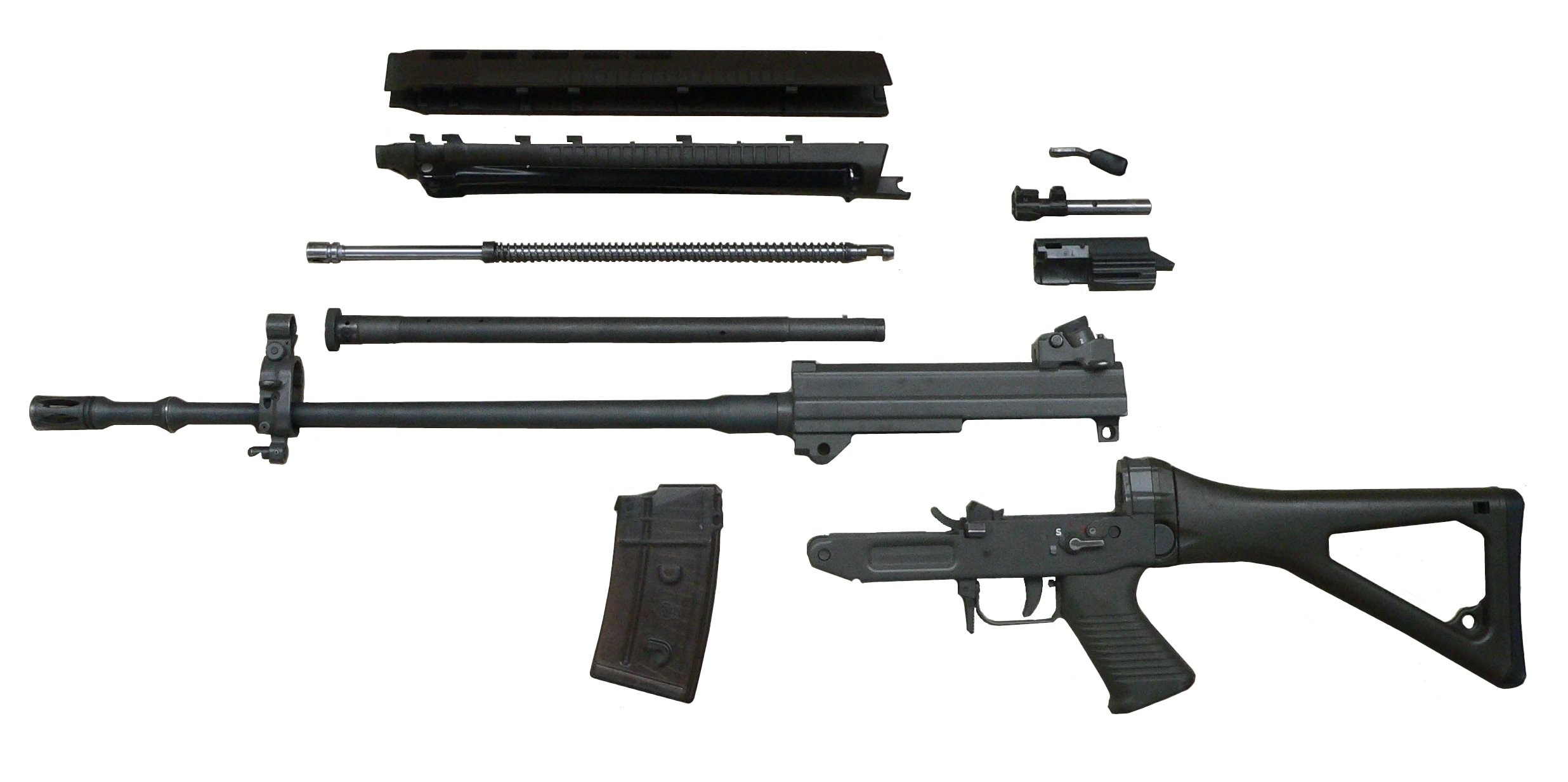
SIG 550 в разобранном виде

Автоматика SIG SG 550 основана на отводе пороховых газов из канала ствола, запирание осуществляется поворотом затвора на два боевых упора. Возвратная пружина находится над стволом вокруг штока газового поршня. При стрельбе она сжимается между специальным воротником на штоке и передней стенкой ствольной коробки.
Рукоятка затвора направлена вверх для удобного доступа с обеих сторон оружия, также она имеет резиновый колпачок для удобства использования при низких температурах. Газовая камера снабжена регулятором с тремя положениями для стрельбы в нормальных или тяжёлых условиях, а также метания винтовочных гранат. УСМ — куркового типа, двухсторонний предохранитель-переводчик позволяет вести стрельбу одиночными выстрелами, а также фиксированными и непрерывными очередями. Имеется механизм затворной задержки. Для стрельбы в рукавицах или толстых перчатках спусковая скоба может откидываться.
Ствол выполнен методом холодной ковки из хромо-никелевой стали, ввёрнут в ствольную коробку и оснащён комбинированным компенсатором-пламегасителем, приспособленным для метания винтовочных гранат (кроме укороченных вариантов). Верхняя и нижняя половины штампованной ствольной коробки крепятся парой поперечных штифтов. Складной каркасный приклад и цевьё изготовлены из высокопрочного пластика.
Для контроля за расходом боеприпасов магазины изготовлены из прозрачного пластика, а для крепления их друг к другу на боковых стенках расположены специальные клипсы. Автомат снабжён складными сошками.
Срединное отклонение при стрельбе из SIG SG 550 на дальность 300 м составляет 60-70 мм. Семейство SG 550 зарекомендовало себя как надёжное и удобное оружие с высокими боевыми качествами.

## Варианты
- SG 550 — базовый вариант;[1]
- SG 551 SWAT — вариант с укороченным стволом, изменённым пламегасителем, из-за чего стало невозможным метание винтовочных гранат, а также отсутствием сошек и крепления для штыка. Существует 2 вида SG 551, отличающихся длиной ствола: SG 551 LB (Long Barrel) со стволом 454 мм и SG 551 SB (Short Barrel) со стволом 363 мм;[1]
- SG 552 Commando — ещё более компактный автомат со стволом 226 мм, предназначенный для специальных полицейских подразделений. В отличие от SG 550 возвратная пружина позади затворной рамы и действует непосредственно на неё, а не на шток газового поршня. Автомат имеет изменённый пламегаситель и может оснащаться планками Пикатинни для установки дополнительных аксессуаров.[1]
- SG 553 — выпущенный в производство в 2009 году, компактный вариант внешне полностью повторяет модель SG 552 и отличается от предыдущей модели только тем, что вместо возвратной пружины SG 552, расположенной в ствольной коробке позади затворной рамы, и действующей непосредственно на затворную раму, оружию возвращена оригинальная конструкция этого узла, как у моделей SG 550 и SG 551;[1]
- SG 553 R — вариант под советский патрон 7,62x39. Подходят стандартные магазины для АК/АКМ[5]
- SIG 556 — вариант для американского рынка с изменённым цевьём и телескопическим прикладом, аналогичным Colt M4, а также приёмником магазина, приспособленным для магазинов STANAG;[1]
  - SIG 556 SWAT — вариант SIG 556 с изменённым цевьём и прикладом фирмы Magpul. Комплектуется дополнительной передней рукояткой с тактическим фонарём, которая крепится к планке Пикатинни, установленной на нижней части цевья;[1]
  - SIG 556xi — на текущий момент, новейший вариант SIG 556. Главной особенностью является модульность, подобная таковой у винтовок из семейства AR-15. Пользователь имеет возможность сменить цевьё, приклад, ствол и другие элементы. Так, при смене «ловера» (lower receiver), стрелок может переоборудовать винтовку под применение одного из трех следующих патронов: 5,56×45 мм, 7,62×39 мм и .300 AAC «Blackout». В отличие от оригинального SIG 556, SIG 556xi имеет как только полуавтоматический вариант для гражданского рынка, так и варианты с несколькими режимами огня для армии и сил правопорядка.
- SIG SG 550 Sniper — снайперский вариант, выпускается с 1999 года. Большинство деталей снайперского варианта взаимозаменяемо со стандартной винтовкой SG 550. Однако есть ряд существенных отличий. SG 550 Sniper снабжена тяжёлым стволом длиной 650 мм, пламегаситель отсутствует. Сошки регулируются по высоте, приклад пластиковый, складывается поворотом на правую сторону ствольной коробки. Приклад оснащён регулируемой «щекой», а также регулируемым резиновым затыльником. Пистолетная рукоятка выполнена по типу снайперской винтовки H&K PSG-1 и регулируется по высоте и углу наклона. УСМ — курковый, режим огня только одиночный, хотя перезаряжание производится автоматически. Питание из магазинов на 5 или 20 патронов, возможно применение стандартных магазинов от SG 550 на 30 патронов. Винтовка SG 550 Sniper производится на заказ компанией SWISS ARMS AG и используется полицейскими подразделениями стран Европы и США;[1]
- SG 550 SP, 551 SP, 552 SP, PE 90 и SIG Sport — самозарядные варианты для гражданского рынка.[1]
- SIG SG 751 (SIG SAPR) — автоматическая винтовка под патрон 7,62×51 мм НАТО.

## Страны-эксплуатанты
- Аргентина: используется федеральной полицией.
- Бразилия: используется некоторыми спецподразделениями.
- Ватикан: используется Швейцарской гвардией.
- Великобритания
- Германия: состоит на вооружении полицейского спецподразделения GSG-9 и в войсках специального назначения KSK .(?)
- Дания
- Египет: состоит на вооружении спецподразделений.
- Индия
- Канада
- Мальта: состоит на вооружении армии.
- Польша: используется спецподразделением GROM.
- Республика Корея: используется береговой охраной.
- Словакия
- США: используется спецподразделениями.
- Франция
- Швейцария: состоит на вооружении армии.

## В массовой культуре
SG 550 и её варианты представлены в серии игр Counter-Strike: SG 550 и 552 в Counter-Strike и Counter-Strike Source, SG 553 в Counter-Strike Global Offensive, Counter-Strike 2.
Автомат SG 550 представлен во всех частях серии игр S.T.A.L.K.E.R. под названием СГИ5к. Его игровые характеристики сводятся к небольшой отдаче и высокой точности стрельбы, медленному перегреву и износу, но при этом стоимость оружия намного выше. В игре этот автомат может использоваться с бронебойным патроном SS109 калибра 5,56x45 мм; изредка он встречается с прицелом SUSAT.